# Sommerschein-Festival
Das Sommerschein-Festival (auch Sommerschein Festival) ist ein ehrenamtlich organisiertes und seit 1996 jährlich stattfindendes Open-Air-Musikfestival in der hessischen Stadt Hofheim am Taunus im Rhein-Main-Gebiet, das vom ortsansässigen Förderkreis Kultur regional e. V. veranstaltet wird. Es findet auf dem Gelände des Sportpark Heide statt.

## Festival
An den drei Veranstaltungstagen treten seit 1996 regionale und überregionale Bands auf.
Die Veranstalter des Festivals haben sich zum Ziel gesetzt, Menschen aus allen Altersgruppen ein Festival zu bieten, an dem sie sich treffen, unterschiedliche Musikrichtungen aus Rock, Pop, Elektro u. a. genießen können und dafür keinen Eintritt zahlen müssen. Den Zuschauern wird mittlerweile auch die Möglichkeit geboten, auf dem eigens abgegrenzten Campingplatz direkt am Festivalgelände kostenfrei zu Zelten.
Zum 20. Jubiläum im August 2015 kamen nach Angaben des Veranstalters etwa 5000 Besucher.

### Förderung regionaler Künstler
Das Sommerschein-Festival bietet jungen Künstlern aus der Region  eine Plattform, um sich einem Publikum präsentieren zu können. Junge Bands erhalten den Tag über die Chance sich zu präsentieren, Freitag- und Samstagabend stehen überregional bekannte Bands wie Das Action Team, Mighty Vibes, Pandora’s Bliss oder Cashma Hoody im Programm.

### Familienprogramm
Neben den  Musikgruppen bietet das Festival das Wochenende über ein Rahmenprogramm an. Dieses umfasste in den letzten Jahren beispielsweise einen Graffiti-Workshop, eine Skate-Rampe, eine Kletterwand und eine Hüpfburg.

### Non-Profit-Finanzierung
Für das Festival werden keine Eintrittsgebühren verlangt. Mit den Einnahmen aus Rahmenveranstaltungen wird das darauffolgende Sommerschein Festival finanziell möglich gemacht. Ein großer Teil des Vereinsbudgets setzt sich aus Spenden, Sponsoren-Beiträgen und Unterstützung der Stadt Hofheim zusammen.

## Der Verein

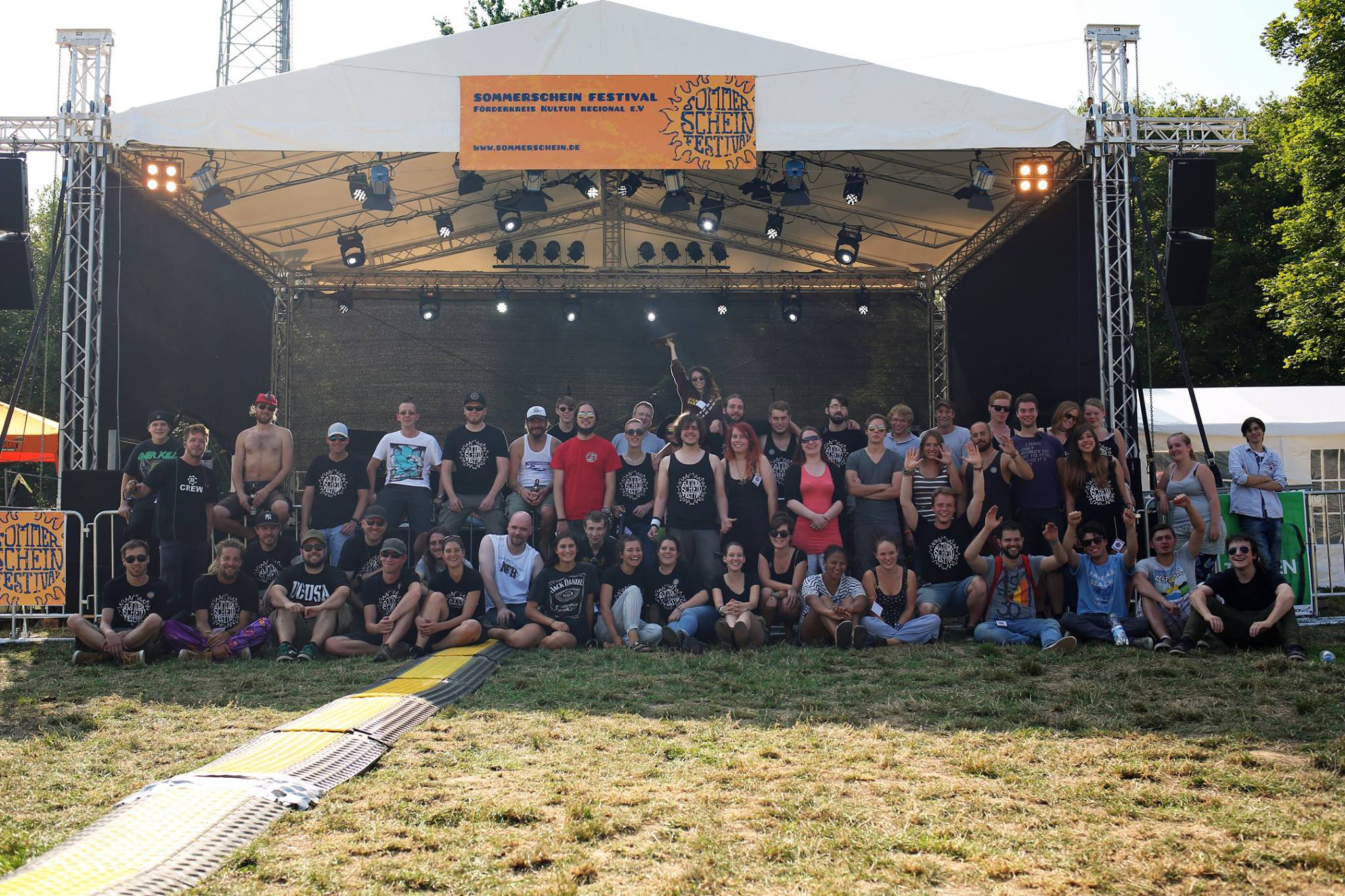
Crew des Sommerschein-Festivals 2015

Neben dem eigentlichen Festival veranstaltet der Förderkreis Kultur regional e. V. über das Jahr verteilt mehrere Veranstaltungen, die sich rund um das Thema Musik drehen, wie beispielsweise der Vereinsauftritt auf dem Kreisstadtsommer Hofheim, Unplugged und Open-Stage-Projekte, Fußballturniere sowie verschiedene Veranstaltungen im Jazzkeller Hofheim am Taunus.